# Frank Bolling
Frank Elmore Bolling (ur. 6 listopada 1931 w Mobile, zm. 11 lipca 2020) – amerykański baseballista, który występował na pozycji drugobazowego.

## Kariera sportowa
W czerwcu 1951 podpisał kontrakt jako wolny agent z Detroit Tigers i początkowo grał w klubach farmerskich tego zespołu, między innymi w Buffalo Bisons. W Major League Baseball zadebiutował 13 kwietnia 1954 w meczu przeciwko Baltimore Orioles, w którym zdobył home runa. W 1958 uzyskał najlepszy fielding percentage (0,985) i zaliczył najwięcej asyst (445) spośród drugobazowych w lidze i otrzymał Złotą Rękawicę. 
W grudniu 1960 w ramach wymiany zawodników przeszedł do Milwaukee Braves, w którym występował do 1966. 22 września 1965 w meczu z Los Angeles Dodgers zdobył grand slama po piłce narzuconej przez Sandy'ego Koufaksa. Jako zawodnik Braves czterokrotnie wystąpił w Meczu Gwiazd.

## Nagrody i wyróżnienia
| Nagroda/wyróżnienie | Lata                       | Źródło |
| 4× All-Star         | 1961¹, 1961², 1962¹, 1962² | [ 3 ]  |
| Gold Glove Award    | 1958                       | [ 3 ]  |